# Olympische Sommerspiele 1996/Leichtathletik – 5000 m (Männer)

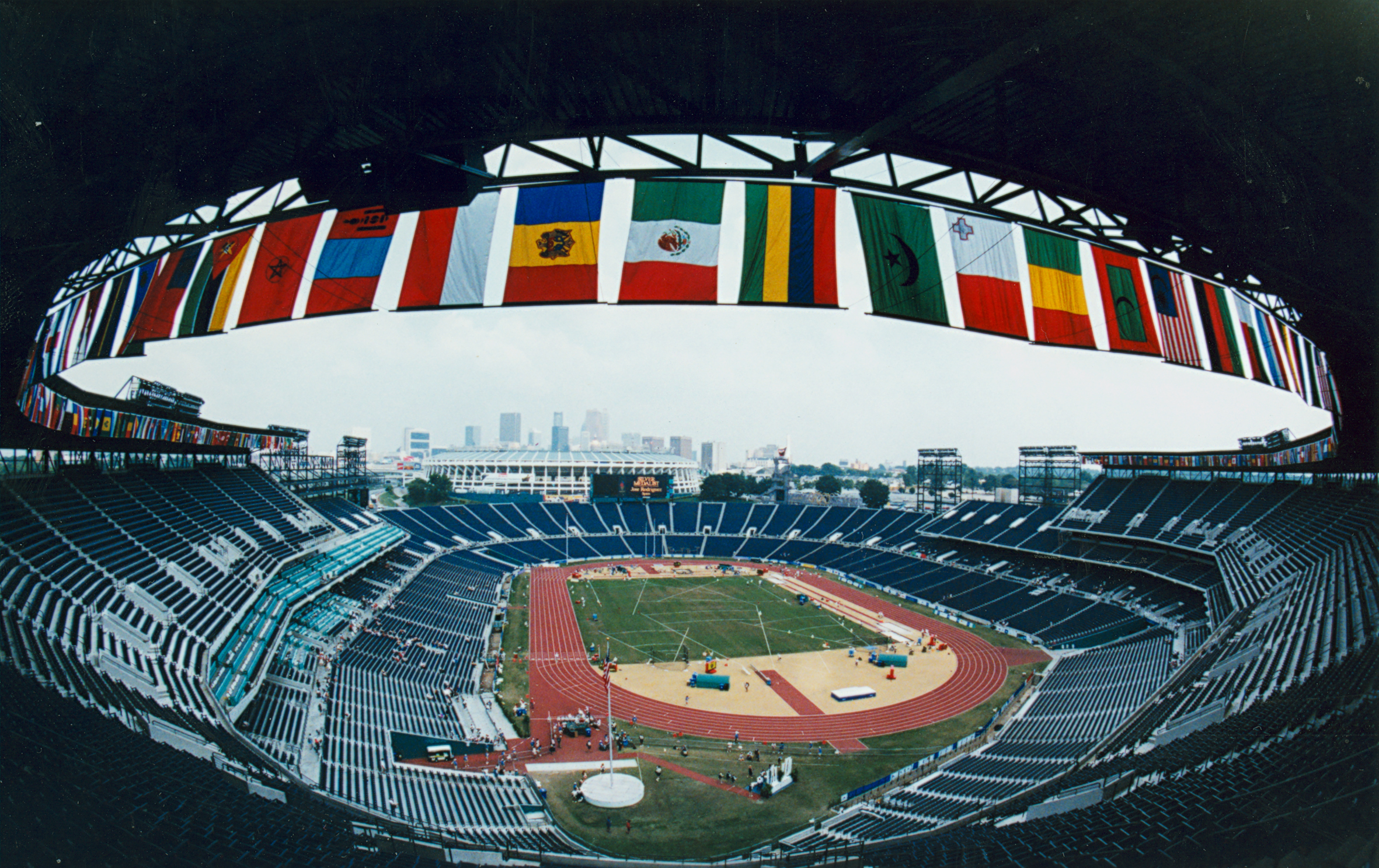
Das Centennial Olympic Stadium von Atlanta im Jahr 1996

Der 5000-Meter-Lauf der Männer bei den Olympischen Spielen 1996 in Atlanta wurde am 31. Juli sowie am 1. und 3. August 1996 im Centennial Olympic Stadium ausgetragen. 37 Athleten nahmen teil.
Olympiasieger wurde Vénuste Niyongabo aus Burundi. Er gewann vor dem Kenianer Paul Bitok und dem Marokkaner Khalid Boulami.
Für Deutschland starteten Dieter Baumann und Stéphane Franke. Beide qualifizierten sich für das Finale. Baumann wurde Vierter, Franke Vierzehnter.

Athleten aus der Schweiz, Österreich und Liechtenstein nahmen nicht teil.

## Aktuelle Titelträger
| Olympiasieger 1992                      | Dieter Baumann ( Deutschland)           | 13:12,52 min | Barcelona 1992       |
| Weltmeister 1995                        | Ismael Kirui ( Kenia)                   | 13:16,77 min | Göteborg 1995        |
| Europameister 1994                      | Dieter Baumann ( Deutschland)           | 13:36,93 min | Helsinki 1994        |
| Panamerikanischer Meister 1995          | Armando Quintanilla ( Mexiko)           | 13:30,35 min | Mar del Plata 1995   |
| Zentralamerika und Karibik-Meister 1995 | Sergio Jiménez ( Mexiko)                | 14:32,68 min | Guatemala-Stadt 1995 |
| Südamerika-Meister 1995                 | Ronaldo da Costa ( Brasilien)           | 13:51,66 min | Manaus 1995          |
| Asienmeister 1995                       | Saad Shaddad al-Asmari ( Saudi-Arabien) | 14:01,43 min | Jakarta 1995         |
| Afrikameister 1996                      | Paul Koech ( Kenia)                     | 13:35,13 min | Yaoundé 1996         |
| Ozeanienmeister 1994                    | Jason Cameron ( Neuseeland)             | 14:44,62 min | Auckland 1994        |

## Bestehende Rekorde
| Weltrekord         | 12:44,39 min | Haile Gebrselassie ( Äthiopien) | Zürich, Schweiz            | 16. August 1995 |
| Olympischer Rekord | 13:05,59 min | Saïd Aouita ( Marokko)          | Finale OS Los Angeles, USA | 11. August 1984 |

Der bestehende olympische Rekord wurde bei diesen Spielen nicht erreicht. Im schnellsten Rennen, dem Finale, verfehlte Olympiasieger Vénuste Niyongabo aus Burundi mit seinen 13:07,96 min den Rekord um 2,37 Sekunden. Zum Weltrekord fehlten ihm 23,57 Sekunden.
Anmerkung:
Alle Zeiten sind in Ortszeit Atlanta (UTC−5) angegeben.

## Vorrunde
31. Juli 1996
Die Athleten traten zu insgesamt drei Vorläufen an. Für das Halbfinale qualifizierten sich pro Lauf die ersten acht Langstreckler. Darüber hinaus kamen die sechs Zeitschnellsten, die sogenannten Lucky Loser, weiter. Die direkt qualifizierten Athleten sind hellblau, die Lucky Loser hellgrün unterlegt.

### Vorlauf 1
21:40 Uhr
| Platz | Name                     | Nation      | Zeit (min) |
| ----- | ------------------------ | ----------- | ---------- |
| 1     | Ismaïl Sghyr             | Marokko     | 14:02,71   |
| 2     | Shem Kororia             | Kenia       | 14:02,75   |
| 3     | Réda Benzine             | Algerien    | 14:03,06   |
| 4     | Gennaro Di Napoli        | Italien     | 14:03,56   |
| 5     | Shaun Creighton          | Australien  | 14:04,08   |
| 6     | Shadrack Hoff            | Südafrika   | 14:05,97   |
| 7     | Anacleto Jiménez         | Spanien     | 14:16,57   |
| 8     | José Ramos               | Portugal    | 14:17,26   |
| 9     | Matt Giusto              | USA         | 14:30,76   |
| 10    | William Roldán           | Kolumbien   | 14:39,50   |
| 11    | Sid’Ahmed Ould Mohamedou | Mauretanien | 15:29,16   |
| DNS   | Haile Gebrselassie       | Äthiopien   |            |
| DNS   | Armando Quintanilla      | Mexiko      |            |

### Vorlauf 2
22:05 Uhr
| Platz | Name             | Nation         | Zeit (min) |
| ----- | ---------------- | -------------- | ---------- |
| 1     | Fita Bayisa      | Äthiopien      | 13:50,61   |
| 2     | Brahim Lahlafi   | Marokko        | 13:51,25   |
| 3     | Tom Nyariki      | Kenia          | 13:51,47   |
| 4     | Enrique Molina   | Spanien        | 13:51,55   |
| 5     | Aïssa Belaout    | Algerien       | 13:51,96   |
| 6     | Dieter Baumann   | Deutschland    | 13:52,00   |
| 7     | John Nuttall     | Großbritannien | 13:52,16   |
| 8     | Jonathan Wyatt   | Neuseeland     | 13:52,56   |
| 9     | Jim Spivey       | USA            | 13:53,16   |
| 10    | Cormac Finnerty  | Irland         | 13:54,01   |
| 11    | Julian Paynter   | Australien     | 14:00,25   |
| 12    | Adalberto García | Brasilien      | 14:28,64   |
| 13    | Henry Moyo       | Malawi         | 14:30,53   |
| DNS   | Aloÿs Nizigama   | Burundi        |            |

### Vorlauf 3
22:30 Uhr
| Platz | Name                       | Nation        | Zeit (min) |
| ----- | -------------------------- | ------------- | ---------- |
| 1     | John Morapedi              | Südafrika     | 13:54,30   |
| 2     | Paul Bitok                 | Kenia         | 13:54,45   |
| 3     | Vénuste Niyongabo          | Burundi       | 13:54,53   |
| 4     | Bob Kennedy                | USA           | 13:54,57   |
| 5     | Khalid Boulami             | Marokko       | 13:54,72   |
| 6     | Miroslav Vanko             | Slowakei      | 13:54,88   |
| 7     | Assefa Mezgebu             | Äthiopien     | 13:54,89   |
| 8     | Stefano Baldini            | Italien       | 13:55,41   |
| 9     | Manuel Pancorbo            | Spanien       | 13:57,42   |
| 10    | Stéphane Franke            | Deutschland   | 14:06,34   |
| 11    | Luís Jesus                 | Portugal      | 14:08,87   |
| 12    | Khamis Abdullah Seifeddine | Sudan         | 14:15,21   |
| 13    | Aboukar Hassan Adani       | Somalia       | 15:19,80   |
| DNS   | Alyan al-Qahtani           | Saudi-Arabien |            |

## Halbfinale
1. August 1996
Aus den beiden Halbfinals qualifizierten sich pro Lauf die ersten sechs Athleten für das Finale. Darüber hinaus kamen die drei Zeitschnellsten, die sogenannten Lucky Loser, weiter. Die direkt qualifizierten Teilnehmer sind hellblau, die Lucky Loser hellgrün unterlegt.

### Lauf 1

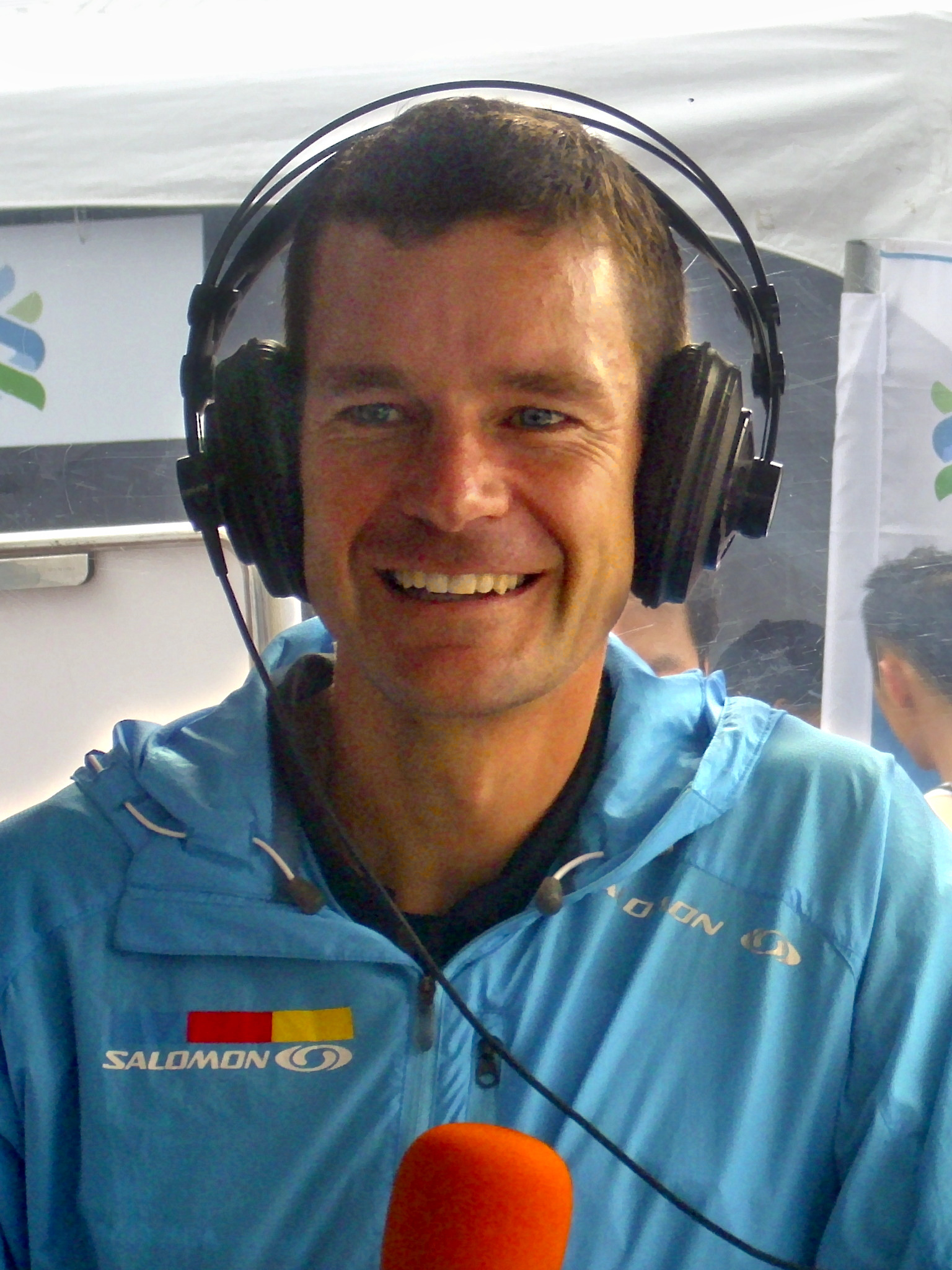
Jonathan Wyatt (Foto: 2010) – ausgeschieden als Zehnter des ersten Halbfinals

21:15 Uhr
| Platz | Name              | Nation      | Zeit (min) |
| ----- | ----------------- | ----------- | ---------- |
| 1     | Shem Kororia      | Kenia       | 13:27,50   |
| 2     | Paul Bitok        | Kenia       | 13:27,61   |
| 3     | Brahim Lahlafi    | Marokko     | 13:27,73   |
| 4     | Bob Kennedy       | USA         | 13:27,90   |
| 5     | Gennaro Di Napoli | Italien     | 13:28,80   |
| 6     | Khalid Boulami    | Marokko     | 13:29,72   |
| 7     | Fita Bayisa       | Äthiopien   | 13:30,88   |
| 8     | Réda Benzine      | Algerien    | 13:37,52   |
| 9     | Stéphane Franke   | Deutschland | 13:40,94   |
| 10    | Jonathan Wyatt    | Neuseeland  | 13:47,81   |
| 11    | Anacleto Jiménez  | Spanien     | 13:50,90   |
| 12    | Miroslav Vanko    | Slowakei    | 13:51,45   |
| 13    | John Morapedi     | Südafrika   | 13:54,43   |
| 14    | Shaun Creighton   | Australien  | 13:55,23   |
| 15    | José Ramos        | Portugal    | 14:24,81   |

### Lauf 2

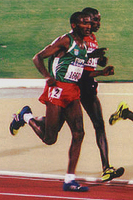
Assefa Mezgebu (grünes Trikot) erreichte als Siebter des zweiten Halbfinals nicht den Endlauf
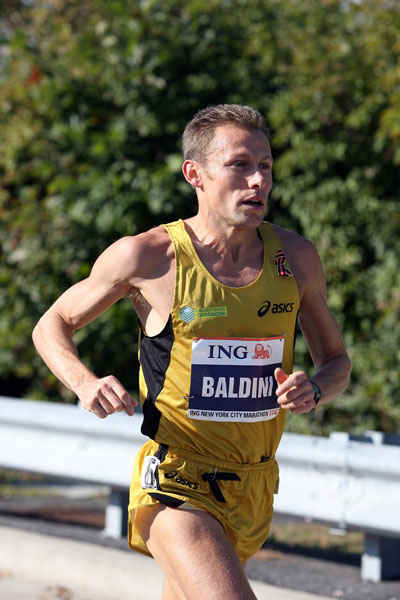
Stefano Baldini (hier beim New-York-City-Marathon 2012) scheiterte als Achter des zweiten Semifinals

21:45 Uhr
| Platz | Name              | Nation         | Zeit (min) |
| ----- | ----------------- | -------------- | ---------- |
| 1     | Tom Nyariki       | Kenia          | 14:03,21   |
| 2     | Vénuste Niyongabo | Burundi        | 14:03,58   |
| 3     | Dieter Baumann    | Deutschland    | 14:03,75   |
| 4     | Enrique Molina    | Spanien        | 14:04,08   |
| 5     | Ismaïl Sghyr      | Marokko        | 14:04,23   |
| 6     | Aïssa Belaout     | Algerien       | 14:04,56   |
| 7     | Assefa Mezgebu    | Äthiopien      | 14:05,48   |
| 8     | Stefano Baldini   | Italien        | 14:06,45   |
| 9     | John Nuttall      | Großbritannien | 14:08,39   |
| 10    | Cormac Finnerty   | Irland         | 14:08,88   |
| 11    | Shadrack Hoff     | Südafrika      | 14:16,14   |
| 12    | Julian Paynter    | Australien     | 14:23,60   |
| 13    | Jim Spivey        | USA            | 14:27,72   |
| 14    | Manuel Pancorbo   | Spanien        | 14:39,64   |
| DNS   | Luís Jesus        | Portugal       |            |

## Finale
3. August 1996, 20:40 Uhr
| Zwischenzeiten      | Zwischenzeiten | Zwischenzeiten                          | Zwischenzeiten |
| Zwischenzeit- Marke | Zwischenzeit   | Führende(r)                             | 1000-m-Zeit    |
| ------------------- | -------------- | --------------------------------------- | -------------- |
| 1000 m              | 2:45,40 min    | Tom Nyariki vor dem geschlossenen Feld  | 2:45,40 min    |
| 2000 m              | 5:20,87 min    | Shem Kororia vor dem geschlossenen Feld | 2:35,47 min    |
| 3000 m              | 8:00,05 min    | Shem Kororia vor dem geschlossenen Feld | 2:39,18 min    |
| 4000 m              | 10:40,42 min   | Tom Nyariki vor dem geschlossenen Feld  | 2:40,37 min    |
| 5000 m              | 13:07,96 min   | Vénuste Niyongabo                       | 2:27,54 min    |

### Endresultat
| Platz | Name              | Nation      | Zeit (min) |
| ----- | ----------------- | ----------- | ---------- |
| 1     | Vénuste Niyongabo | Burundi     | 13:07,96   |
| 2     | Paul Bitok        | Kenia       | 13:08,16   |
| 3     | Khalid Boulami    | Marokko     | 13:08,37   |
| 4     | Dieter Baumann    | Deutschland | 13:08,81   |
| 5     | Tom Nyariki       | Kenia       | 13:12,29   |
| 6     | Bob Kennedy       | USA         | 13:12,35   |
| 7     | Enrique Molina    | Spanien     | 13:12,91   |
| 8     | Brahim Lahlafi    | Marokko     | 13:13,26   |
| 9     | Shem Kororia      | Kenia       | 13:14,63   |
| 10    | Fita Bayisa       | Äthiopien   | 13:18,30   |
| 11    | Ismaïl Sghyr      | Marokko     | 13:22,89   |
| 12    | Gennaro Di Napoli | Italien     | 13:28,36   |
| 13    | Réda Benzine      | Algerien    | 13:42,34   |
| 14    | Stéphane Franke   | Deutschland | 13:44,64   |
| 15    | Aïssa Belaout     | Algerien    | 14:06,52   |

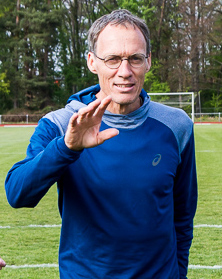
Dieter Baumann (hier im Jahr 2017), Olympiasieger von 1992 und amtierender Europameister, verpasste als Vierter nur knapp eine Medaille

Für das Finale hatten sich alle drei Kenianer und alle drei Marokkaner qualifiziert. Sie liefen gegen zwei Deutsche und zwei Algerier sowie je einen Teilnehmer aus Äthiopien, Burundi, Italien, Spanien und den USA.
Der amtierende Weltmeister, Ismael Kirui aus Kenia, war nicht dabei. Auch der Weltrekordler Haile Gebrselassie aus Äthiopien fehlte, er hatte sich wegen der für Langstreckler zu harten Bahn bei seinem Olympiasieg über 10.000 Meter die Füße so wund gelaufen, dass ein Start nur wenige Tage später nicht möglich war. Zum Favoritenkreis gehörten vor allem die Athleten, die bei den Weltmeisterschaften des Vorjahres vorne gelegen hatten. Dies waren die drei Marokkaner Khalid Boulami, Vizeweltmeister, Ismaïl Sghyr, WM-Vierter, und Brahim Lahlafi, WM-Fünfter, der kenianische , WM-Dritte Shem Kororia sowie der US-amerikanische WM-Siebte Bob Kennedy. Hinzu kamen der Olympiasieger von 1992 und Europameister von 1994 Dieter Baumann aus Deutschland und der Olympiazweite von 1992 Paul Bitok. Ein weiterer hoch gehandelter Medaillenkandidat war Vénuste Niyongabo aus Burundi, der jedoch eher als 1500-Meter-Läufer galt und vor Atlanta erst zwei 5000-Meter-Rennen absolviert hatte.
Im Finale wurde ein zügiges Tempo gelaufen, das vor allem vom zweiten Kilometer an eine schnelle Fahrt aufnahm. Weltrekordreife Zwischenzeiten kamen dabei allerdings nicht zustande. Das Feld blieb lange zusammen und wurde von den Kenianern angeführt. Immer wieder kam es zu einer kleinen Lücke zwischen den jeweils Führenden Kororia bzw. Nyariki und deren Verfolgern. Zwei Runden vor Schluss ergriff Kennedy die Initiative und forcierte nun das Tempo. So zog sich das Feld immer mehr auseinander. Die ersten Verfolger waren Niyongabo und Bitok. Kurz vor Beginn der letzten Runde zog Niyongabo an Kennedy vorbei und es wurde noch einmal schneller. Der Läufer aus Burundi setzte sich jetzt ab von seinen Konkurrenten. Hinter ihm gab es eine Dreiergruppe mit Bitok, Boulami und Baumann. So ging es auch auf die Zielgerade. Vénuste Niyongabo brachte seinen Vorsprung, ohne in Gefahr zu geraten, ins Ziel. Paul Bitok gewann wie schon vor vier Jahren die Silbermedaille. Baumann versuchte noch einmal alles, um an Boulami vorbeizukommen, was ihm jedoch nicht gelang. So ging Bronze an Khalid Boulami, Dieter Baumann wurde Vierter vor Tom Nyariki und Bob Kennedy.
Vénuste Niyongabo war der erste Medaillengewinner und zugleich erster Olympiasieger aus Burundi.

## Videolinks
- Men's 5000m - 1996 Olympics, youtube.com, abgerufen am 4. Januar 2022
- Men's 5000m Atlanta Olympics 1996, youtube.com, abgerufen am 27. Februar 2018